# Heinz Lindner
Heinz Lindner (Linz, 17 juli 1990) is een Oostenrijks voetballer die als doelman speelt. Hij tekende op 1 juli 2022 een contract bij FC Sion, dat hem van januari tot juni 2024 verhuurt aan Union Sint-Gillis. Lindner debuteerde in 2012 als Oostenrijks international.

## Clubcarrière
Lindner stroomde in 2010 door vanuit de jeugd van Austria Wien. Nadat hij zijn debuut maakte in het eerste elftal, keepte hij in de volgende 5,5 jaar meer dan 150 wedstrijden. In 2013 werd hij Oostenrijks landskampioen met de club. Lindner tekende in juni 2015 vervolgens een contract tot medio 2017 bij Eintracht Frankfurt, de nummer negen van de Bundesliga in het voorgaande seizoen. De Duitse club lijfde hem transfervrij in. In juni 2017 vertrok Lindner opnieuw transfervrij, ditmaal naar het Zwitserse Grasshoppers.

## Interlandcarrière
Op 1 juni 2012 debuteerde Lindner als Oostenrijks international in een vriendschappelijke wedstrijd tegen Oekraïne. Oostenrijk won met 3–2. Lindner vervult sinds zijn debuut voornamelijk een rol als reservedoelman, met Robert Almer doorgaans als eerste keuze van bondscoach Marcel Koller. Lindner werd op 7 juni 2024 door bondscoach Ralf Rangnick opgenomen in de Oostenrijkse selectie voor het EK 2024 in Duitsland. Oostenrijk werd groepswinnaar in een groep met Frankrijk, Nederland en Polen en werd in de achtste finales uitgeschakeld met een 1–2 nederlaag tegen Turkije. Lindner kwam op het toernooi niet in actie.

## Privéleven
Lindner overwon in 2023 teelbalkanker.

## Erelijst
| Competitie          |              |              |              |              |
| Competitie          | Aantal       | Jaren        |              |              |
| Austria Wien        | Austria Wien | Austria Wien | Austria Wien | Austria Wien |
| ------------------- | ------------ | ------------ | ------------ | ------------ |
| Kampioen Bundesliga | 1x           | 2012/13      |              |              |
| Union Sint-Gillis   |              |              |              |              |
| Beker van België    | 1×           | 2023/24      |              |              |